# James Graham Fair
James Graham Fair est un industriel et homme politique américain du secteur minier qui a fait fortune en découvrant le Big Bonanzza du Comstock Lode à Virginia City, le plus important gisement d'argent-métal de l'histoire des États-Unis.

## Biographie
James Graham Fair est né en 1831 en Irlande du Nord et sa famille l'amène aux États-Unis alors qu'il est encore enfant. À 20 ans, il participe à ruée vers l'or en Californie, puis se déplace en 1859 à Virginia City dans le Nevada, où il devient directeur adjoint de l'"Ophir Mine", puis directeur de la mine "Hale and Norcross Mine" en 1867, l'année où il se lie d'amitié avec son futur associé, irlandais comme lui, John William Mackay. Tous deux convainquent James C. Flood, et William S. O'Brien, propriétaires de saloon à San Francisco, de les aider à racheter la "Hale and Norcross", qu'ils fusionnent ensuite avec une société rachetée, la Consolidated Virginia mining company.
En 1873, les quatre associés découvrent la veine la plus riche du gisement, appelée "Big bonanza", de 15 mètres de large, à 400 mètres de profondeur, qui est le principal actif de leur nouvelle société, la Consolidated Virginia mining company et fait leur fortune.
Il est sénateur du Nevada de 1881 à 1887.